# Калифорнијски геноцид
Калифорнијски геноцид односи се на убиство неколико хиљада домородачких народа Калифорније од стране агената владе Сједињених Америчких Држава и приватних грађана у 19. веку. Почео је након америчког освајања Калифорније из Мексика и прилива досељеника због калифорнијске златне грознице, која је убрзала опадање аутохтоног становништва Калифорније. Између 1846. и 1873. процењује се да су не-домаћи убили између 9.492 и 16.094 староседелаца Калифорније. Стотине до хиљаде су додатно изгладњели или су приморани да раде до смрти. Радови поробљавања, отмице, силовања, раздвајања деце и расељавања били су широко распрострањени. Ова дела су подстицали, толерисали и спроводили државни органи и милиције.
У књизи Приручник Индијанаца Калифорније из 1925. године процењено је да се домородачко становништво Калифорније смањило са можда чак 150.000 у 1848. на 30.000 у 1870. и даље пало на 16.000 1900. године. Пад је узрокован болестима, ниским наталитетом, глађу, убиствима и масакрима. Домороци Калифорније, посебно током златне грознице, били су мета убистава. Између 10.000 и 27.000 је такође одведено на принудни рад од стране досељеника. Држава Калифорнија користила је своје институције да фаворизује права белих досељеника у односу на права староседелаца, лишавајући урођеника.
Од 2000-их неколико америчких академика и активистичких организација, и Индијанаца и европских Американаца, окарактерисало је период непосредно након америчког освајања Калифорније као период у којем су државне и савезне владе водиле геноцид над Индијанцима на тој територији. Гувернер Калифорније Гавин Невсом се 2019. извинио за геноцид и позвао да се формира истраживачка група која би боље разумјела ову тему и информисала будуће генерације.

## Референци
1. ↑  Madley, Benjamin (2016). An American Genocide, The United States and the California Catastrophe, 1846–1873. Yale University Press. стр. 11, 351. ISBN 978-0-300-18136-4.
2. ↑  Adhikari, Mohamed (25. 7. 2022). Destroying to Replace: Settler Genocides of Indigenous Peoples. Indianapolis: Hackett Publishing Company. стр. 72—115. ISBN 978-1647920548.
3. ↑  Madley, Benjamin (2016). An American Genocide: The United States and the California Indian Catastrophe, 1846–1873.
4. ↑  Krell, Dorothy, ур. (1979). The California Missions: A Pictorial History. Menlo Park, California: Sunset Publishing Corporation. стр. 316. ISBN 0-376-05172-8.
5. ↑  „California Genocide”. Indian Country Diaries. PBS. септембар 2006. Архивирано из оригинала 2007-05-06. г.
6. ↑  Pritzker, Barry. 2000, A Native American Encyclopedia: History, Culture, and Peoples. Oxford University Press, p. 114
7. ↑  Exchange Team, The Jefferson. „NorCal Native Writes Of California Genocide”. JPR Jefferson Public Radio. Info is in the podcast. Архивирано из оригинала 14. 11. 2019. г.
8. ↑  Lindsay, Brendan C. (2012). Murder State: California's Native American Genocide 1846–1873. United States: University of Nebraska Press. стр. 2, 3. ISBN 978-0-8032-6966-8.